# Pomadasys olivaceus
Pomadasys olivaceus är en fiskart som först beskrevs av Day, 1875.  Pomadasys olivaceus ingår i släktet Pomadasys och familjen Haemulidae. Inga underarter finns listade i Catalogue of Life.